# ホアイドゥク県
ホアイドゥク県（ホアイドゥクけん、ベトナム語：Huyện Hoài Đức / 縣懷德）は、ベトナム社会主義共和国の首都ハノイ市に存在する行政区。

## 行政
ホアイドゥク県は以下の行政単位に区分される。
- チャムチョイ市鎮（Trạm Trôi / 站㵢）
- アンカイン社（An Khánh / 安慶）
- アントゥオン社（An Thượng / 安上）
- カットクエ社（Cát Quế / 吉桂）
- ズィチャック社（Di Trạch / 怡澤）
- ズオンリエウ社（Dương Liễu / 楊柳）
- ダックソー社（Đắc Sở / 得所）
- ドンラ社（Đông La / 東羅）
- ドゥクザン社（Đức Giang / 德江）
- ドゥクトゥオン社（Đức Thượng / 德上）
- キムチュン社（Kim Chung / 金鐘）
- ラフ社（La Phù / 羅浮）
- ライイエン社（Lại Yên / 賴安）
- ミンカイ社（Minh Khai / 明開）
- ソンフオン社（Song Phương / 雙芳）
- ソンドン社（Sơn Đồng / 山桐）
- ティエンイエン社（Tiền Yên / 前安）
- ヴァンカイン社（Vân Canh / 雲耕）
- ヴァンコン社（Vân Côn / 雲崑）
- イエンソー社（Yên Sở / 安所）